# جون أوبراين (سياسي أمريكي)
جون أوبراين (بالإنجليزية: John O'Brien)‏ هو سياسي أمريكي، ولد في 1932، وتوفي في 30 مارس 1985 في واشنطن العاصمة في الولايات المتحدة. حزبياً، نشط في الحزب الجمهوري. وقد انتخب عضو مجلس نواب أوهايو (3 يناير 1981 – 30 مارس 1985).